# Direzione Italia
Direzione Italia (DI; deutsch: „Richtung Italien“) war eine liberal-konservative Kleinpartei in Italien. Sie ging 2017 aus der 2015 gegründeten Vorgängerpartei Conservatori e Riformisti (CR oder CoR; „Konservative und Reformer“) hervor. Angeführt wurde sie von Raffaele Fitto, dem ehemaligen Präsidenten der Region Apulien. Am 29. Oktober 2019 ist die Partei in den Fratelli d’Italia aufgegangen.

## Geschichte

### Conservatori e Riformisti
Die Partei Conservatori e Riformisti (CR) wurde am 3. Juli 2015 gegründet. Sie war aus einer Abspaltung der Partei Forza Italia. Vorsitzender war der Europaparlamentarier Raffaele Fitto. Sein Stellvertreter war Daniele Capezzone. Die Partei war im Januar 2016 mit zehn Senatoren im Senato della Repubblica und mit elf Abgeordneten in der Camera dei deputati vertreten. Der Name der Partei leitete sich von der Europaparlamentsfraktion Europäische Konservative und Reformer ab, der auch die zwei Europaparlamentarier der CR angehörten. Auch das Symbol der CR – ein blauer Löwe – war an das Logo der EKR angelehnt. Erklärtes Vorbild der Partei waren die britischen Konservativen unter David Cameron. Die CR trat am 13. November 2015 der Europapartei Allianz der Konservativen und Reformer in Europa (AEKR) bei.

### Gründung der DI
Im Januar 2017 wurde die Direzione Italia gegründet. In ihr sind die CR und unter anderem die Partito Liberale Italiano, die Autonomia Responsabile sowie die sardischen Riformatori Sardi vereint. Direzione Italia übernahm auf europäischer Ebene die Mitgliedschaft der Conservatori e Riformisti in der AEKR.
Zur Parlamentswahl in Italien 2018 beteiligte sich DI am Wahlbündnis Noi con l’Italia („Wir mit Italien“), das wiederum Teil der Mitte-rechts-Koalition mit Forza Italia, Lega und Fratelli d’Italia war, und 1,3 % der Stimmen erhielt. Nur dank der Koalition mit den größeren Mitte-rechts-Parteien bekam Noi con l’Italia vier Direktmandate (eines davon für DI) im Abgeordnetenhaus und vier Senatssitze (keiner für DI).

### Bündnis mit FdI
Im Dezember 2018 schlossen Direzione Italia und die rechtskonservative Partei Fratelli d’Italia (FdI) ein Bündnis für die Regional- und Europawahlen im folgenden Jahr. Die FdI wurde im Februar 2019 auch in die Allianz der Konservativen und Reformer in Europa aufgenommen. Demzufolge kandidierten die beiden Europaparlamentarier von DI, Raffaele Fitto und Remo Sernagiotto, bei der Europawahl im Mai 2019 auf den Listen der FdI. Während Fitto wiedergewählt wurde, verpasste Sernagiotto den Wiedereinzug.